# エイリーク1世 (ノルウェー王)
エイリーク1世（ノルウェー語: Eirik Blodøks、古ノルド語: Eiríkr Haraldsson、885年頃 - 954年）はノルウェーの国王（在位:930年-934年）及びノーサンブリア王国の王（在位:947年-948年、952年-954年）。ハーラル1世の息子。在位した期間は短かったものの、その際に起こした殺戮から血斧王（英: Eric Bloodaxe）の異名を持つ。

## 生涯
エイリーク1世はハーラル1世の息子として生まれた。母はユトランドのエイリーク王の娘ラグンヒルドである。アイスランドのサガによると、エイリークは12歳の頃からヴァイキングとして活動を始めた。とある遠征にてデンマーク王の娘であるグンヒルド・ゴームズダターと出会い、結婚した。
サガによると、父ハーラルの死後、エイリークが王位を継いだが、その争いの中でエイリークは4人の兄弟を殺害した。しかしエイリークの治世は厳しく不人気であったとされ、ウェセックスの王であったアゼルスタンの支援を受けた異母弟（後のホーコン1世善王）によって王座を追われ、ブリテン諸島に逃れた。その地でもエイリークはヴァイキングの活動を続けたが、ハーラル美髪王と親交のあったアゼルスタンの提案を受け入れ、ノーサンブリアの王となりヨークの城に住んだ。アングロサクソンの年代記ではエイリークが947年に王に選任されたと記載されている。これに先立ち、エイリークは家族や同行者と共に洗礼を受けてキリスト教徒となった。王たちのサガではアゼルスタンはエイリークをスカンジナビア人や侵略者たちから守るために統治させたとしており、エギルのサガではスコットランド人とアイルランド人から守ろうとしたとされている。サガによるとノーザンブリアはエイリークとその部下たちを支える程豊かでなかったため、エイリークは頻繁にスコットランドとアイリッシュ海一帯を荒らしまわった。これは財政的な影響もあったが、ダブリン王国の王たちに力を示す役割も果たした。アゼルスタンの死後、エイリークは独自にその地を統治しようとしたが失敗した。イングランド王エドレッドがノーサンブリアを侵略、荒廃させ、リポンのウィルフリッドの大聖堂を焼き払った。イングランド軍が南に向かった際、エイリークの軍がイングランド軍の後衛に追いつき、カッスルフォードにて大量虐殺を行った。復讐としてノーサンブリアを滅ぼすとエドレッドが脅すと、ノーサンブリアの人々はエイリークに背いてイングランド王に賠償を行った。その後ノーサンブリアの人々は、エイリークを王座から退位させるためにオラフ・ストリクソンを支配者として受け入れ、最終的に954年、再度エイリークはエドレッドにより退位させられ、イングランドがノーサンブリアの主導権を握った。それ以降、ヨーク及びノーサンブリアはイングランドの一部として吸収された。
エイリークはヴァイキング活動の中で戦死した。最期を迎えた場所は史料によって異なり、スノッリ・ストゥルルソンの『ヘイムスクリングラ』や修道士テオドリクス (Theodoricus monachus) の『ノルウェー古代列王史』ではノーサンブリアだと伝えており、『ヒストリア・ノルベジエ』ではヒスパニアだと伝えている。サガによるとエイリークはヘブリディーズの5人の王とオークニーの伯爵2人を伴っており、その際オラフ・クアランの息子であるマッカスに待ち伏せされ、殺されたとされている。

## 親族及び血縁関係
妻のグンヒルドは、邪悪な魔女として、エイリークと共にサガで取り上げられることが多い。彼女は、エイリークの死後に彼を賞賛するスカルド詩を作らせた。その詩『エイリークの歌』では、エイリークがスタインモアでの死後、北欧の古来の信仰における主神オージンの元に迎え入れられている。
エイリークの死後は息子たち (Eirikssønnene (ノルウェー語))がノルウェー王の即位に成功した。すなわち、息子たちは叔父であるホーコン善王とたびたび戦ってついに倒したのである。息子たちのうち、ガムリなどはホーコンの軍勢に敗れて戦死したが、戦いを生き延びたハーラル灰衣王、シグルズ、グンロズは、ホーコンが治めていたノルウェー沿海部を支配した。彼らの母グンヒルドも政治に関わったため、グンヒルドは「国母」と呼ばれた。

## 資料
13世紀に主にアイスランドで成立したサガでは、バイキングの基準でもエイリークは野蛮で残忍な暴君として描かれた。同時期の資料であるアングロサクソンの年代記では、ややその鮮明さが弱まった描写がされている。ノルウェーでの彼の生活の大部分はこのサガに依拠するが、この資料は10世紀初期の資料としては信憑性が薄い。一方で基本的な概要は間違っていないとされている。Williamsの資料ではトールフィン・スカルスプリッターと共に典型的なヴァイキングの戦士としての姿とされたとしている。